# Kuwejt na Letnich Igrzyskach Olimpijskich 2008
Kuwejt na Letnich Igrzyskach Olimpijskich 2008 reprezentowało 8 zawodników, byli to wyłącznie mężczyźni.
Był to 11. start reprezentacji Kuwejtu na letnich igrzyskach olimpijskich.

## Skład kadry

### Judo
| Zawodnik       | Konkurencja      | 1/32                           | 1/16                           | Ćwierćfinały                   | Półfinały                      | repasaż Runda 1          | repasaż Ćwierćfinały  | repasaż Półfinały     | Finał                 |
| Zawodnik       | Konkurencja      | Wynik                          | Wynik                          | Wynik                          | Wynik                          | Wynik                    | Wynik                 | Wynik                 | Wynik                 |
| -------------- | ---------------- | ------------------------------ | ------------------------------ | ------------------------------ | ------------------------------ | ------------------------ | --------------------- | --------------------- | --------------------- |
| Talal Al Enezi | –100 kg mężczyzn | Askhat Zhitkeyev L 0000 / 1110 | Odpadł z tej rundy rywalizacji | Odpadł z tej rundy rywalizacji | Odpadł z tej rundy rywalizacji | Amel Mikic L 0001 / 1100 | → Nie awansował dalej | → Nie awansował dalej | → Nie awansował dalej |

### Lekkoatletyka
| Zawodnik          | Konkurencja            | Kwal.   | Kwal. | Ćwierćfinał | Ćwierćfinał | Półfinał | Półfinał | Finał                 | Finał                 |
| Zawodnik          | Konkurencja            | Wynik   | Poz.  | Wynik       | Poz.        | Wynik    | Poz.     | Wynik                 | Poz.                  |
| ----------------- | ---------------------- | ------- | ----- | ----------- | ----------- | -------- | -------- | --------------------- | --------------------- |
| Mohammad Al-Azemi | bieg na 800 m mężczyzn | 1:46.94 | 1     |             |             | 1:47.65  | 8        | → Nie awansował dalej | → Nie awansował dalej |
| Ali Al-Zinkawi    | rzut młotem mężczyzn   | 73.62   | 20    |             |             |          |          | → Nie awansował dalej | → Nie awansował dalej |

### Pływanie
| Zawodnik       | Konkurencje                   | Kwal. | Kwal. | Półfinał              | Półfinał              | Finał                 | Finał                 |
| Zawodnik       | Konkurencje                   | Wynik | Poz.  | Wynik                 | Poz.                  | Wynik                 | Poz.                  |
| -------------- | ----------------------------- | ----- | ----- | --------------------- | --------------------- | --------------------- | --------------------- |
| Mohammad Madwa | 50 m stylem dowolnym mężczyzn | 22.83 | 45    | → Nie awansował dalej | → Nie awansował dalej | → Nie awansował dalej | → Nie awansował dalej |

### Strzelectwo
| Zaid Al Mutairi     | Skeet mężczyzn | 118(+1) | 10 | → Nie awansował dalej | → Nie awansował dalej | → Nie awansował dalej | → Nie awansował dalej |
| Abdullah Al-Rashidi | Skeet mężczyzn | 118(+3) | 9  | → Nie awansował dalej | → Nie awansował dalej | → Nie awansował dalej | → Nie awansował dalej |
| Naser Meqlad        | Trap mężczyzn  | 115     | 18 | → Nie awansował dalej | → Nie awansował dalej | → Nie awansował dalej | → Nie awansował dalej |

### Tenis stołowy
| Zawodnik         | Konkurencja             | Eliminacje                                               | Runda 1               | Runda 2               | Runda 3               | Runda 4               | Ćwierćfinał           | Półfinał              | Finał                 |
| Zawodnik         | Konkurencja             | Przeciwnik wynik                                         | Przeciwnik wynik      | Przeciwnik wynik      | Przeciwnik wynik      | Przeciwnik wynik      | Przeciwnik wynik      | Przeciwnik wynik      | Przeciwnik wynik      |
| ---------------- | ----------------------- | -------------------------------------------------------- | --------------------- | --------------------- | --------------------- | --------------------- | --------------------- | --------------------- | --------------------- |
| Ibrahim Al-Hasan | gra pojedyncza mężczyzn | Kim Hyok-bong L 2:4 (7:11, 11:9, 11:6, 5:11, 9:11, 9:11) | → Nie awansował dalej | → Nie awansował dalej | → Nie awansował dalej | → Nie awansował dalej | → Nie awansował dalej | → Nie awansował dalej | → Nie awansował dalej |